# Панельное исследование
Панельное исследование является статистическим методом, широко используемым в социальных науках, эпидемиологии и эконометрике, которое имеет дело с двумя измерениями (cross sectional/times series) панельных данных. Данные собираются за определённое время у одних и тех же групп людей или индивидов и затем регрессия проводится в этих двух измерениях. Многомерный анализ является эконометрическим методом, в котором данные собираются в более чем двух измерениях (то есть помимо времени и индивидов, как в нами рассматриваемом случае, добавляются третье, четвёртое и т. д. измерение).
В широком смысле панельное исследование — синонимом лонгитюдного исследования.
Типичная регрессивная модель панельного исследования представляется формулой {\displaystyle y_{it}=a+bx_{it}+\epsilon _{it}}, где y — зависимая переменная, x — независимая переменная, a и b — коэффициенты, i и t являются индексами индивидов и времени. Погрешность {\displaystyle \epsilon _{it}} очень важна в этом анализе. Допущения по поводу погрешности определяют имеем ли мы в виду фиксированные нами эффекты или же случайные эффекты. Рассматривая фиксированную модель эффектов, {\displaystyle \epsilon _{it}} предполагается варьировать неслучайным образом индексами {\displaystyle i} или {\displaystyle t}, делая модель фиксированных эффектов аналогом модели фиктивных переменных одного измерения. В случайной же модели эффектов, {\displaystyle \epsilon _{it}} предполагается варьировать случайным образом индексами {\displaystyle i} или {\displaystyle t} требующих специальной обработки в матрице дисперсии ошибок.
Панельное исследование имеет три независимых подхода:
- Независимое исследование в общем виде;
- Модели случайных эффектов[4];
- Модели фиксированных эффектов[5].

Выбор между этими методами зависит от объекта нашего исследования и проблемами, касающихся совокупности внешних факторов объясняющих переменных.

## Независимое исследование в общем виде
Положение: Не существует уникальных атрибутов у индивидов, с помощью которых измерения проводятся, и нет всеобщего фактора, касательно измерения времени.

## Модели фиксированных эффектов
Положение: Не существует уникальных атрибутов у индивидов, которые не являются результатами случайных изменений и не варьируются в течение времени. Подходит, если нужно сделать вывод только тестируемых индивидов. Известно как «Least Squares Dummy Variable Model» (LSDVM)

## Модели случайных эффектов
Положение: Существуют уникальные константы индивидов, которые являются результатом случайных изменений и не связаны с индивидуальной регрессией. Эта модель подходит если нужно сделать вывод о целой популяции, а не выборке тестируемых индивидов.